# Kishtwar (district)
Kishtwar is een district van het Indiase unieterritorium Jammu en Kasjmir. Het district telt 230.696 inwoners (2011) en heeft een oppervlakte van 1644 km². Daarmee is het het grootste, maar ook minst bevolkte district van Jammu en Kasjmir.
In het zuidoosten grenst Kishtwar aan de Indiase deelstaat Himachal Pradesh, in het oosten aan het unieterritorium Ladakh. Door het district stroomt onder meer de Chenab.
Divisie Jammu:
Doda · Jammu · Kathua · Kishtwar · Poonch · Rajouri · Ramban · Reasi · Samba · Udhampur
Divisie Kasjmir:
Anantnag · Badgam · Bandipora · Baramulla · Ganderbal · Kulgam · Kupwara · Pulwama · Shopian · Srinagar